# Ngạt
Ngạt thở là một điều kiện thiếu oxy cung cấp nghiêm trọng cho cơ thể phát sinh từ bất thường của hơi thở. Một ví dụ về ngạt là nghẹt thở. Ngạt gây ra tình trạng thiếu oxy tổng quát, ảnh hưởng chủ yếu đến các mô và cơ quan trong cơ thể. Có nhiều trường hợp có thể gây ngạt thở, tất cả đều có đặc điểm là không có khả năng có đủ oxy thông qua hơi thở trong một thời gian dài. Ngạt có thể gây hôn mê hoặc tử vong.
Trong năm 2015, có khoảng 9,8 triệu trường hợp ngạt thở vô tình xảy ra dẫn đến 35.600 ca tử vong.

## Nguyên nhân
Các tình huống có thể gây ngạt bao gồm nhưng không giới hạn các lý do sau: sự co thắt hoặc cản trở đường hô hấp, chẳng hạn như từ bệnh hen suyễn, co thắt thanh quản hoặc tắc nghẽn đơn giản từ sự hiện diện của vật thể bên ngoài; từ trong môi trường mà oxy không dễ tiếp cận: chẳng hạn như dưới nước, trong một bầu không khí oxy thấp, hoặc trong chân không; môi trường có không khí đủ oxy, nhưng không thể thở đầy đủ do ô nhiễm không khí như bị cháy, gây khói quá mức.
Các nguyên nhân khác gây thiếu oxy bao gồm nhưng không giới hạn các nguyên nhân sau:
- Hội chứng suy hô hấp cấp tính
- Ngộ độc cacbon monoxit, chẳng hạn như khí thải từ khói xe và khói phát ra từ một điếu thuốc đang cháy: carbon monoxit có ái lực cao hơn oxy khi so với hemoglobin trong huyết tương của máu, liên kết với nó một cách kiên trì hơn, và trong quá trình này, thay thế oxy và ngăn ngừa máu vận chuyển oxy tới các cơ quan xung quanh cơ thể.
- Tiếp xúc với một số hóa chất nhất định, bao gồm các tác nhân phổi (như phosgene) và các tác nhân máu (chẳng hạn như axit xianhidric)
- Ngạt trong chất lỏng
- Sử dụng thuốc quá liều
- Tiếp xúc với áp suất cực thấp hoặc định kỳ với chân không.
- Treo cổ
- Ngạt khí trơ
- Hội chứng giãn bạch huyết trung ương bẩm sinh, hoặc giãn bạch huyết phế nang chính, một rối loạn của hệ thần kinh tự trị trong đó bệnh nhân phải thở có ý thức; mặc dù người ta thường nói rằng những người bị bệnh này sẽ chết nếu họ ngủ, điều này thường không xảy ra
- Các bệnh hô hấp
- Ngừng thở lúc ngủ
- Một cơn co giật làm ngừng hoạt động thở

### Làm ngạt thở
Làm ngạt thở (smothering) là sự cản trở cơ học của dòng không khí từ môi trường vào miệng và/hoặc lỗ mũi, ví dụ, bằng cách che miệng và mũi bằng tay, gối hoặc túi nhựa. Làm nghẹt thở có thể là một phần hoặc toàn bộ, trong đó một phần chỉ ra rằng người bị gây ngạt có thể hít vào một số không khí, mặc dù ít hơn yêu cầu. Trong một tình huống bình thường, làm nghẹt thở đòi hỏi ít nhất việc tắc nghẽn một phần của cả hai khoang mũi và miệng dẫn đến ngạt thở. Làm nghẹt thở bằng tay hoặc ngực được sử dụng trong một số môn thể thao chiến đấu để đánh lạc hướng đối phương, và tạo cơ hội cho quá trình chuyển đổi tư thế, vì đối thủ bị buộc phải phản ứng với sự ngạt thở.